# 동커스터노스 (영국 의회 선거구)
동커스터노스 (Doncaster North)는 영국 의회 하원에서 지역을 대표하는 사우스요크셔 주의 선거구이다. 2005년부터 노동당의 에드 밀리밴드 의원이 대표를 맡고 있다.

## 역사
동커스터노스 선거구는 원래 돈밸리 선거구와 굴 선거구의 일부였다가 1983년 총선부터 분리되었고, 그 이후로 노동당의 지정석이 되고 있다. 동커스터노스 지역구 의원 중에는 에드 밀리밴드 의원이 가장 유명하며, 2010년부터 2015년까지 노동당 대표와 야당 대표를 맡았다.

## 구획
1983년 ~ 1997년: 동커스터 도시 자치구의 애드윅 구, 애스컨 구, 벤틀리센트럴 구, 벤틀리노스로드 구, 해트필드 구, 스트래인포스 구, 손 구
1997년 ~ 2010년: 동커스터 도시 자치구의 애드윅 구, 애스컨 구, 벤틀리센트럴 구, 벤틀리노스로드 구, 스트래인포스 구, 손 구
2010년 ~: 동커스터 도시 자치구의 애드윅 구, 애스컨스파 구, 벤틀리 구, 그레이트노스로드 구, 멕스버러 구, 스프로트버러 구, 스트래인포스 구, 무렌즈 구
동커스터노스 선거구는 동커스터 북부의 넓은 시골 지역을 차지한다. 또한 서쪽에 있는 멕스버러 시외 지역 일부, 돈 강 북부 강변에 자리한 벤틀리, 그리고 그보다 더 북쪽에 있는 애드윅까지 닿는다. 동커스터노스 선거구는 소득이 적당하고 일반적인 지역으로, 위치상으 대부분의 소득은 아직 탄광 산업에서 완전히 벗어나지 못했지만 대다수의 주민이 건설과 제조업에 종사하고 있다.

## 역대 국회의원
| 선거 | 선거 | 의원          | 정당   |
| ---- | ---- | ------------- | ------ |
|      | 1983 | 마이클 웰시   | 노동당 |
|      | 1992 | 케빈 휴즈     | 노동당 |
|      | 2005 | 에드 밀리밴드 | 노동당 |

## 역대 선거 결과

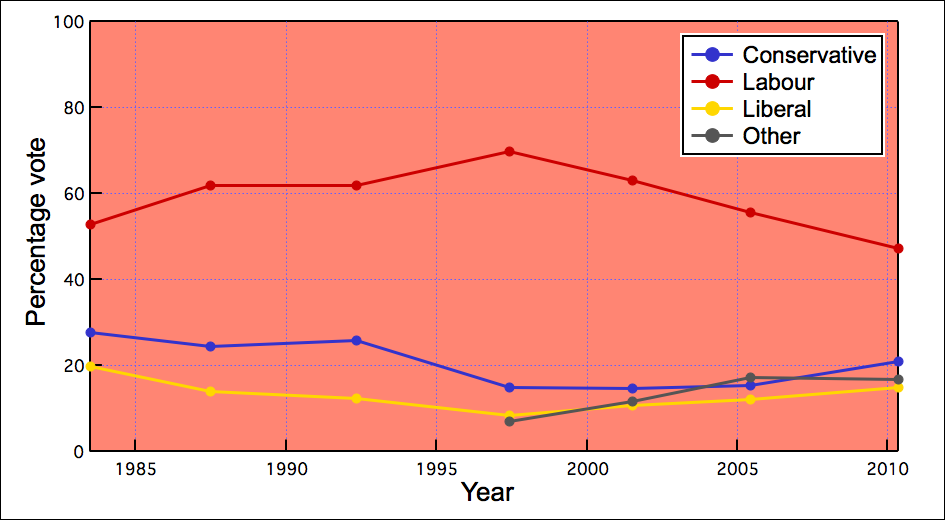
1983년 이후 총선 결과

| 선거                                           | 선거 결과 | 선거 결과                                                                        | 후보                 | 후보                           | 정당   | 득표   | %     | ±%   |
| ---------------------------------------------- | --------- | -------------------------------------------------------------------------------- | -------------------- | ------------------------------ | ------ | ------ | ----- | ---- |
| 2015년 5월 총선 투표수: 39,501 (55.7%) (-1.6)  |           | 노동당 승리 과반 득표: 11,780 (29.8%) +3.5 노동당에서 영국 독립당으로 -6.1% 선회 |                      | 에드 밀리밴드                  | 노동당 | 20,708 | 52.4  | +5.1 |
| 2015년 5월 총선 투표수: 39,501 (55.7%) (-1.6)  |           | 노동당 승리 과반 득표: 11,780 (29.8%) +3.5 노동당에서 영국 독립당으로 -6.1% 선회 | 킴 퍼킨슨            | 영국 독립당                    | 8,928  | 22.6   | +18.3 |      |
| 2015년 5월 총선 투표수: 39,501 (55.7%) (-1.6)  |           | 노동당 승리 과반 득표: 11,780 (29.8%) +3.5 노동당에서 영국 독립당으로 -6.1% 선회 | 마크 플레처          | 보수당                         | 7,235  | 18.3   | -2.7  |      |
| 2015년 5월 총선 투표수: 39,501 (55.7%) (-1.6)  |           | 노동당 승리 과반 득표: 11,780 (29.8%) +3.5 노동당에서 영국 독립당으로 -6.1% 선회 | 페니 베이커          | 자유민주당                     | 1,005  | 2.5    | -12.3 |      |
| 2015년 5월 총선 투표수: 39,501 (55.7%) (-1.6)  |           | 노동당 승리 과반 득표: 11,780 (29.8%) +3.5 노동당에서 영국 독립당으로 -6.1% 선회 | 피트 케네디          | 녹색당                         | 757    | 1.9    | +1.9  |      |
| 2015년 5월 총선 투표수: 39,501 (55.7%) (-1.6)  |           | 노동당 승리 과반 득표: 11,780 (29.8%) +3.5 노동당에서 영국 독립당으로 -6.1% 선회 | 데이비드 앨런        | 잉글랜드 민주당                | 448    | 1.1    | -4.0  |      |
| 2015년 5월 총선 투표수: 39,501 (55.7%) (-1.6)  |           | 노동당 승리 과반 득표: 11,780 (29.8%) +3.5 노동당에서 영국 독립당으로 -6.1% 선회 | 메리 잭슨            | 노동조합원 사회주의 연합       | 258    | 0.7    | -0.1  |      |
| 2015년 5월 총선 투표수: 39,501 (55.7%) (-1.6)  |           | 노동당 승리 과반 득표: 11,780 (29.8%) +3.5 노동당에서 영국 독립당으로 -6.1% 선회 | 닉 더 플라잉 브릭    | 틀:정당색/영국을 확인해 주세요 | 162    | 0.4    | +0.4  |      |
| 2010년 5월 총선 투표수: 41,483 (57.3%) (+4.7)  |           | 노동당 승리 과반 득표: 10,909 (26.3%) -12.7 노동당에서 보수당으로 2.8% 선회      |                      | 에드 밀리밴드                  | 노동당 | 19,637 | 47.3  | −8.8 |
| 2010년 5월 총선 투표수: 41,483 (57.3%) (+4.7)  |           | 노동당 승리 과반 득표: 10,909 (26.3%) -12.7 노동당에서 보수당으로 2.8% 선회      | 소피 브로디          | 보수당                         | 8,728  | 21.0   | +6.8  |      |
| 2010년 5월 총선 투표수: 41,483 (57.3%) (+4.7)  |           | 노동당 승리 과반 득표: 10,909 (26.3%) -12.7 노동당에서 보수당으로 2.8% 선회      | 에드 샌더슨          | 자유민주당                     | 6,174  | 14.9   | -0.8  |      |
| 2010년 5월 총선 투표수: 41,483 (57.3%) (+4.7)  |           | 노동당 승리 과반 득표: 10,909 (26.3%) -12.7 노동당에서 보수당으로 2.8% 선회      | 퍼멜라 챔버스        | 브리튼 국민당                  | 2,818  | 6.8    | +2.8  |      |
| 2010년 5월 총선 투표수: 41,483 (57.3%) (+4.7)  |           | 노동당 승리 과반 득표: 10,909 (26.3%) -12.7 노동당에서 보수당으로 2.8% 선회      | 웨인 크로쇼          | 잉글랜드 민주당                | 2,148  | 5.2    | +3.7  |      |
| 2010년 5월 총선 투표수: 41,483 (57.3%) (+4.7)  |           | 노동당 승리 과반 득표: 10,909 (26.3%) -12.7 노동당에서 보수당으로 2.8% 선회      | 리즈 앤드류스        | 영국 독립당                    | 1,797  | 4.3    | +2.1  |      |
| 2010년 5월 총선 투표수: 41,483 (57.3%) (+4.7)  |           | 노동당 승리 과반 득표: 10,909 (26.3%) -12.7 노동당에서 보수당으로 2.8% 선회      | 빌 로클리프          | 노동조합원 사회주의 연합       | 181    | 0.8    | +0.8  |      |
| 2005년 5월 총선 투표수: 31,363 (50.5%) (-12.8) |           | 노동당 승리 과반 득표: 12,656 (40.1%) −8.3 노동당에서 보수당으로 4.2% 선회       |                      | 에드 밀리밴드                  | 노동당 | 17,531 | 55.5  | −7.6 |
| 2005년 5월 총선 투표수: 31,363 (50.5%) (-12.8) |           | 노동당 승리 과반 득표: 12,656 (40.1%) −8.3 노동당에서 보수당으로 4.2% 선회       | 마틴 드레이크        | 보수당                         | 4,875  | 15.4   | +0.7  |      |
| 2005년 5월 총선 투표수: 31,363 (50.5%) (-12.8) |           | 노동당 승리 과반 득표: 12,656 (40.1%) −8.3 노동당에서 보수당으로 4.2% 선회       | 두그 피켓            | 자유민주당                     | 3,800  | 12.0   | +1.4  |      |
| 2005년 5월 총선 투표수: 31,363 (50.5%) (-12.8) |           | 노동당 승리 과반 득표: 12,656 (40.1%) −8.3 노동당에서 보수당으로 4.2% 선회       | 마틴 윌리엄스        | 지역사회 모임                  | 2,365  | 7.5    | +7.5  |      |
| 2005년 5월 총선 투표수: 31,363 (50.5%) (-12.8) |           | 노동당 승리 과반 득표: 12,656 (40.1%) −8.3 노동당에서 보수당으로 4.2% 선회       | 리 헤이건            | 브리튼 국민당                  | 1,506  | 4.8    | +4.8  |      |
| 2005년 5월 총선 투표수: 31,363 (50.5%) (-12.8) |           | 노동당 승리 과반 득표: 12,656 (40.1%) −8.3 노동당에서 보수당으로 4.2% 선회       | 로버트 닉슨          | 영국 독립당                    | 940    | 3.0    | +0.7  |      |
| 2005년 5월 총선 투표수: 31,363 (50.5%) (-12.8) |           | 노동당 승리 과반 득표: 12,656 (40.1%) −8.3 노동당에서 보수당으로 4.2% 선회       | 존 월리스            | 잉글랜드 민주당                | 561    | 1.8    | +1.8  |      |
| 2001년 6월 총선 투표수: 31,363 (50.5%) (-12.8) |           | 노동당 유지 과반 득표: 15,187 (48.4%) -6.6 노동당에서 보수당으로 3.3% 선회       |                      | 케빈 휴즈                      | 노동당 | 19,788 | 63.1  | -6.7 |
| 2001년 6월 총선 투표수: 31,363 (50.5%) (-12.8) |           | 노동당 유지 과반 득표: 15,187 (48.4%) -6.6 노동당에서 보수당으로 3.3% 선회       | 애니타 캐푸어        | 보수당                         | 4,601  | 14.7   | -0.1  |      |
| 2001년 6월 총선 투표수: 31,363 (50.5%) (-12.8) |           | 노동당 유지 과반 득표: 15,187 (48.4%) -6.6 노동당에서 보수당으로 3.3% 선회       | 콜린 로스            | 자유민주당                     | 3,323  | 10.6   | +2.1  |      |
| 2001년 6월 총선 투표수: 31,363 (50.5%) (-12.8) |           | 노동당 유지 과반 득표: 15,187 (48.4%) -6.6 노동당에서 보수당으로 3.3% 선회       | 마틴 윌리엄스        | 무소속                         | 2,926  | 9.3    | +6.4  |      |
| 2001년 6월 총선 투표수: 31,363 (50.5%) (-12.8) |           | 노동당 유지 과반 득표: 15,187 (48.4%) -6.6 노동당에서 보수당으로 3.3% 선회       | 존 월리스            | 영국 독립당                    | 725    | 2.3    | -     |      |
| 1997년 5월 총선 투표수: 39,888 (63.3%)         |           | 노동당 유지 과반 득표: 21,937 (55.0%) 12.9 보수당에서 노동당으로 6.6% 선회       |                      | 케빈 휴즈                      | 노동당 | 27,843 | 69.8  | 5.4  |
| 1997년 5월 총선 투표수: 39,888 (63.3%)         |           | 노동당 유지 과반 득표: 21,937 (55.0%) 12.9 보수당에서 노동당으로 6.6% 선회       | 피터 케널리          | 보수당                         | 5,906  | 14.8   | -7.5  |      |
| 1997년 5월 총선 투표수: 39,888 (63.3%)         |           | 노동당 유지 과반 득표: 21,937 (55.0%) 12.9 보수당에서 노동당으로 6.6% 선회       | 마이클 쿡            | 자유민주당                     | 3,369  | 8.4    | -4.5  |      |
| 1997년 5월 총선 투표수: 39,888 (63.3%)         |           | 노동당 유지 과반 득표: 21,937 (55.0%) 12.9 보수당에서 노동당으로 6.6% 선회       | 론 손턴              | 국민투표당                     | 1,589  | 4.0    | -     |      |
| 1997년 5월 총선 투표수: 39,888 (63.3%)         |           | 노동당 유지 과반 득표: 21,937 (55.0%) 12.9 보수당에서 노동당으로 6.6% 선회       | 네일 숀              | 반추잡노동당                   | 1,181  | 3.0    | -     |      |
| 1992년 4월 총선 투표수: 55,244 (73.9%) (+0.8)  |           | 노동당 유지 과반 득표: 19,813 (35.9%) -1.5 노동당에서 보수당으로 0.7% 선회       |                      | 케빈 휴즈                      | 노동당 | 34,135 | 61.8  | +0.0 |
| 1992년 4월 총선 투표수: 55,244 (73.9%) (+0.8)  |           | 노동당 유지 과반 득표: 19,813 (35.9%) -1.5 노동당에서 보수당으로 0.7% 선회       | 로버트 C. 라이트     | 보수당                         | 14,322 | 25.9   | +1.5  |      |
| 1992년 4월 총선 투표수: 55,244 (73.9%) (+0.8)  |           | 노동당 유지 과반 득표: 19,813 (35.9%) -1.5 노동당에서 보수당으로 0.7% 선회       | 스티브 와이팅        | 자유민주당                     | 6,787  | 12.3   | -1.6  |      |
| 1987년 6월 총선 투표수: 53,359 (73.1%) (+3.4)  |           | 노동당 유지 과반 득표: 19,935 (37.4%) +12.2 보수당에서 노동당으로 6.1% 선회      |                      | 마이클 웰시                    | 노동당 | 32,950 | 61.8  | +9.0 |
| 1987년 6월 총선 투표수: 53,359 (73.1%) (+3.4)  |           | 노동당 유지 과반 득표: 19,935 (37.4%) +12.2 보수당에서 노동당으로 6.1% 선회      | 리처드 제임스 셰퍼드 | 보수당                         | 13,015 | 24.4   | -3.2  |      |
| 1987년 6월 총선 투표수: 53,359 (73.1%) (+3.4)  |           | 노동당 유지 과반 득표: 19,935 (37.4%) +12.2 보수당에서 노동당으로 6.1% 선회      | 피터 리처드 노우드   | 사회민주당                     | 7,394  | 13.9   | -5.8  |      |
| 1983년 6월 총선 투표수:                        |           | 노동당 승리 과반 득표: 12,711 (25.2%)                                            |                      | 마이클 웰시                    | 노동당 | 26,626 | 52.8  | -    |
| 1983년 6월 총선 투표수:                        |           | 노동당 승리 과반 득표: 12,711 (25.2%)                                            | 마이클 스티븐        | 보수당                         | 13,915 | 27.6   | -     |      |
| 1983년 6월 총선 투표수:                        |           | 노동당 승리 과반 득표: 12,711 (25.2%)                                            | D. 오퍼드            | 사회민주당                     | 9,916  | 19.7   | -     |      |

## 같이 보기
- 사우스요크셔 주의 선거구 목록